# Wilhelm Wolff (Komponist)

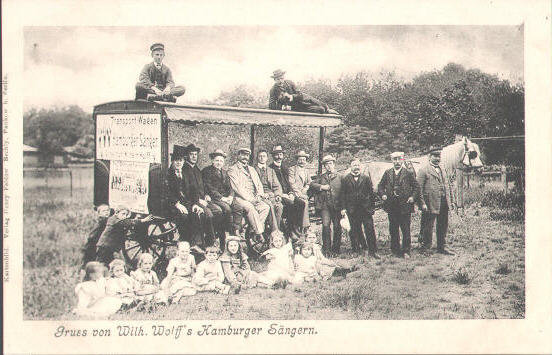
Die Hamburger Sänger mit ihrem Transportwagen

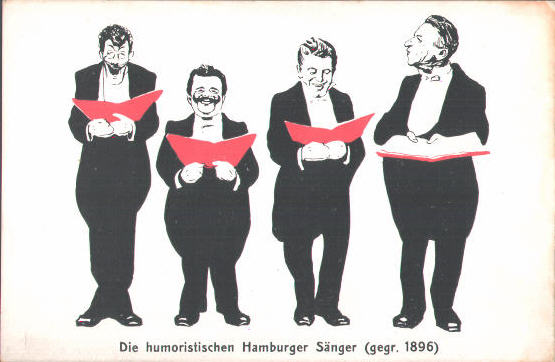
Die Hamburger Sänger

Wilhelm Wolff (* 29. Oktober 1851 in Berlin; † 6. Dezember 1912 ebenda) war ein deutscher Komponist, Komödien- und Coupletdichter. Er schuf unter anderem den Schlager Ist denn kein Stuhl da für meine Hulda und das Finsterwalder Sängerlied.

## Leben und Werk
Wolff trat als Instrumentalhumorist auf und wurde etwa 1897 Direktor der 1896 gegründeten Herrensängergesellschaft Hamburger Sänger. Diese, mit einem „Kunstschein der königlichen Regierung“ versehen, agierten vor allem in Berlin. Im Jahr 1899 nutzte Wolff den Namen des Ortes Finsterwalde für seine Burleske in 14 Szenen über die Sänger aus Finsterwalde. Das namengebende Couplet wurde im Rahmen der Posse am 3. September 1899 in den Germania-Prachtsälen in der Chausseestraße 110 in Berlin erstmals öffentlich gesungen und hatte mit seinem Refrain
Mensch, wenn dich die Sorge packt,

lass dich nicht bezwingen;

wenn dir auch die Schwarte knackt,

singen musst du, singen!
sofort großen Erfolg – zunächst nicht zur Freude der Einwohner von Finsterwalde, die sich durch zahlreiche Karikaturen beleidigt fühlten, die im Gefolge des Liedes entstanden. Im Refrain soll er Noten von Mendelssohns Lied "Leise zieht durch mein Gemüt" ohne Angabe der Quelle übernommen haben. Wolff bearbeitete das erfolgreiche Musikstück weiter und fügte den humoristischen Marsch Wir sind die Sänger von Finsterwalde als Opus 266 seinen Werken hinzu, Robert Bachhofer machte daraus Militärmusik und Otto Hefner setzte es als Männerchor. Die Version von Otto August Rothe war besonders in Finsterwalde selbst beliebt, allerdings stellte sich in den 1970er Jahren heraus, dass er Tantiemen kassiert hatte, indem er sich als Urheber von Text und Melodie des Stückes ausgegeben hatte. Das Stück wurde 1999 auf dem Marktplatz von Finsterwalde nochmals aufgeführt.
Ähnlich populär wurde der auf einer Mazurka von Louis Ganne basierende Gassenhauer Ist denn kein Stuhl da für meine Hulda aus dem Jahr 1895, den der Sänger Willy Wenzke, laut Karl Kraus der „süße Willy“ genannt, interpretierte.
Wilhelm Wolff geriet in finanzielle Schwierigkeiten, als die Herrensängergesellschaften aus der Mode kamen, und erschoss sich am 6. Dezember 1912 in einem Treppenhaus in Berlin-Kreuzberg.